# Gustav Adolf Heinze

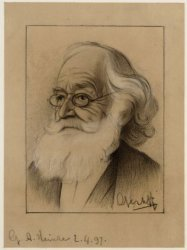
Gustav Adolf Heinze 1897

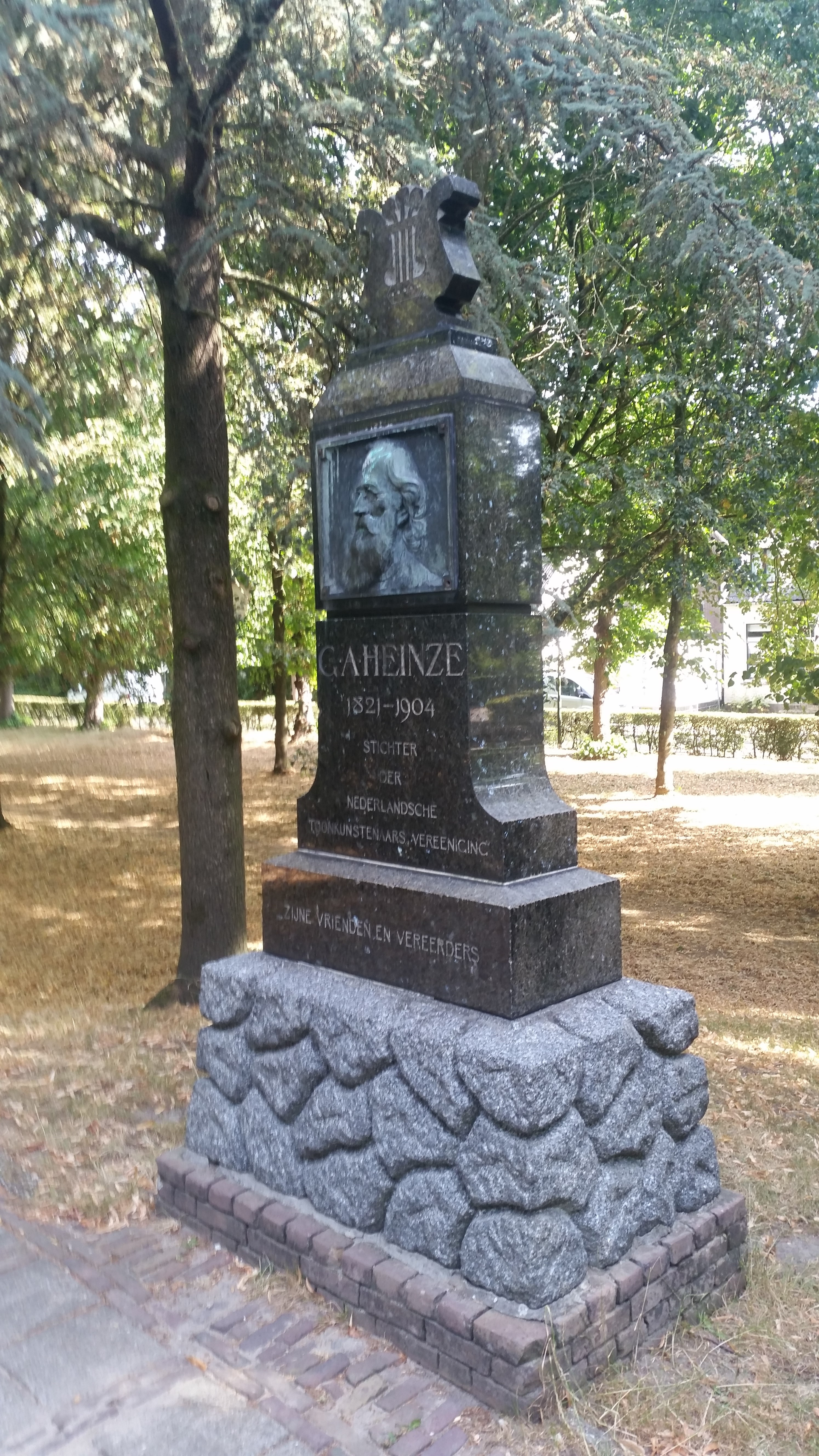
Denkmal in Muiderberg

Gustav Adolf Ferdinand Gotthold Heinze (geboren 1. Oktober 1820 in Leipzig; gestorben 20. Februar 1904 in Muiderberg, Gooise Meren) war ein deutsch-niederländischer Komponist.

## Leben
Gustav Adolf Heinze war ein Sohn des Klarinettisten beim Gewandhausorchester Friedrich August Ferdinand Heinze und der Emma Löwe, der australische Dirigent Bernard Heinze war ein entfernter Großneffe. Er begann seine musikalische Laufbahn 1836 als Klarinettist beim Gewandhausorchester bei Felix Mendelssohn Bartholdy und bei der Musikgesellschaft Euterpe. Ab 1840 studierte er Klavier und Komposition. Von 1844 bis 1849 war er zweiter Kapellmeister am Stadttheater Breslau. Er heiratete 1843 die Sängerin Henriette Peuckert (1809–1892), die die Libretti zu seinen Opern Loreley (1846) und Die Ruinen von Tharandt (1847) schrieb, welche er in Breslau zur Aufführung brachte. 1850 zogen beide nach Amsterdam, wo er für kurze Zeit eine Stelle als Kapellmeister in der Deutschen Oper bei Ferdinand Röder hatte. Er gab dann Musikunterricht und leitete die Liedertafel Euterpe. Er komponierte 1863 das Oratorium Die Auferstehung und 1870 Sancta Caecilia, außerdem drei Messen, Kantaten, drei Konzertouvertüren und vielfältige Chormusik. 1875 war er Mitgründer der Koninklijke Nederlandse Toonkunstenaars Vereniging.
Heinze erhielt 1882 die niederländische Staatsbürgerschaft. 1883 ließen sie sich in Muiderberg die  Villa Caecilia bauen. Eine Tafel erinnert seither an die ersten Bewohner. Er wurde mit dem sächsischen Albrechts-Orden, dem luxemburgischen Orden der Eichenkrone und dem Herzoglich Sachsen-Ernestinischen Hausorden ausgezeichnet.

## Werke (Auswahl)
Schriften

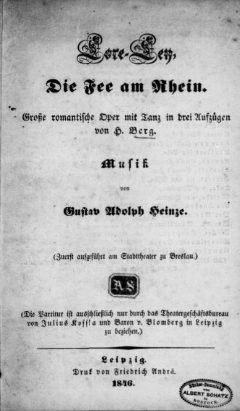
Lore-Ley : Die Fee am Rhein (1846)

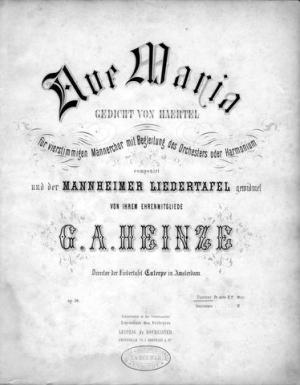
Ave Maria

- Theoretische en practische zangleer voor volksscholen en zangvereenigingen. Loman, 1881
- Een kunstenaarsleven. Amsterdam : Alsbach, 1905 (Hrsg.: Louise Heinze, echtg. van Westermann dochter van G.A. Heinze)

Kompositionen
- Lore-Ley, Die Fee am Rhein, große romantische Oper mit Tanz in drei Aufzügen, Uraufführung Breslau Januar 1846
- Die Ruine in Tharand, große romantische Oper mit Tanz in drei Akten, Uraufführung Breslau 27. November 1847